# Meilleurs passeurs de la Ligue des champions de l'UEFA
Cet article liste les meilleurs passeurs de la Ligue des champions de l'UEFA depuis sa création en 1955.
Le Portugais Cristiano Ronaldo est le meilleur passeur de l'histoire de la Ligue des champions avec 42 passes décisives.

## Classement général
Ce tableau présente le classement des dix meilleurs passeurs de l'histoire de la Ligue des champions de l'UEFA.
Les joueurs participants actuellement à la Ligue des champions 2025-2026 sont inscrits en caractères gras.
| Rang | Joueur            | Période   | Clubs successifs                                            | Matchs | Ratio | Passes décisives |
| ---- | ----------------- | --------- | ----------------------------------------------------------- | ------ | ----- | ---------------- |
| 1    | Cristiano Ronaldo | 2002-2022 | Sporting Portugal, Manchester United, Real Madrid, Juventus | 187    | 0,22  | 42               |
| 2    | Ángel Di María    | 2007-2025 | Benfica Lisbonne, Real Madrid, Paris SG, Juventus           | 115    | 0,36  | 41               |
| 3    | Lionel Messi      | 2004-2023 | FC Barcelone, Paris SG                                      | 163    | 0,25  | 40               |
| 4    | Neymar            | 2013-2023 | FC Barcelone, Paris SG                                      | 81     | 0,41  | 33               |
| 5    | Ryan Giggs        | 1993-2014 | Manchester United                                           | 151    | 0,21  | 31               |
| 6    | Xavi              | 1998-2015 | FC Barcelone                                                | 157    | 0,19  | 30               |
| 7    | Thomas Müller     | 2009-2025 | Bayern Munich                                               | 166    | 0,18  | 30               |
| 8    | Kevin De Bruyne   | 2011-     | KRC Genk, Chelsea FC, Manchester City                       | 82     | 0,35  | 29               |
| 9    | Andrés Iniesta    | 2002-2018 | FC Barcelone                                                | 132    | 0,22  | 29               |
| 10   | Karim Benzema     | 2005-2023 | Olympique lyonnais, Real Madrid                             | 152    | 0,19  | 29               |

## Palmarès

### Palmarès par édition
Ce tableau retrace les meilleurs passeurs de la Ligue des champions de l'UEFA par saison depuis 2001-2002.
Le record de passes décisives sur une saison est détenu par James Milner et Raphinha avec 9 passes décisives réalisées respectivement avec le Liverpool FC lors de la saison 2017-2018 et le FC Barcelone lors de la saison 2024-2025.
| Saison    | Joueur                                                                      | Club                                                                  | Passes décisives |
| --------- | --------------------------------------------------------------------------- | --------------------------------------------------------------------- | ---------------- |
| 2001-2002 | Hasan Salihamidžić Juan Sebastián Verón Ruud van Nistelrooy Bernd Schneider | Bayern Munich Manchester United Bayer 04 Leverkusen                   | 5                |
| 2002-2003 | Pablo Aimar Rui Costa Raúl                                                  | Valence CF AC Milan Real Madrid                                       | 5                |
| 2003-2004 | Deco Jérôme Rothen                                                          | FC Porto AS Monaco                                                    | 6                |
| 2004-2005 | Sylvain Wiltord Luís Figo Sidney Govou Damien Duff Kaká                     | Olympique lyonnais Real Madrid Olympique lyonnais Chelsea FC AC Milan | 5                |
| 2005-2006 | Steven Pienaar Johan Micoud Samuel Eto'o Ronaldinho                         | Ajax Amsterdam Werder Brême FC Barcelone                              | 4                |
| 2006-2007 | Ryan Giggs                                                                  | Manchester United                                                     | 7                |
| 2007-2008 | Alex                                                                        | Fenerbahçe SK                                                         | 6                |
| 2008-2009 | Xavi                                                                        | FC Barcelone                                                          | 7                |
| 2009-2010 | Wesley Sneijder                                                             | Inter Milan                                                           | 6                |
| 2010-2011 | Mesut Özil                                                                  | Real Madrid                                                           | 6                |
| 2011-2012 | Kaká Nicolás Gaitán Karim Benzema Lionel Messi Franck Ribéry                | Real Madrid Benfica Lisbonne Real Madrid FC Barcelone Bayern Munich   | 5                |
| 2012-2013 | Zlatan Ibrahimović                                                          | Paris Saint-Germain                                                   | 7                |
| 2013-2014 | Wayne Rooney                                                                | Manchester United                                                     | 8                |
| 2014-2015 | Lionel Messi                                                                | FC Barcelone                                                          | 6                |
| 2015-2016 | Alexis Sánchez Kingsley Coman Neymar                                        | Arsenal FC Bayern Munich FC Barcelone                                 | 5                |
| 2016-2017 | Neymar                                                                      | FC Barcelone                                                          | 8                |
| 2017-2018 | James Milner                                                                | Liverpool FC                                                          | 9                |
| 2018-2019 | Leroy Sané Luis Suárez Jordi Alba Dušan Tadić                               | Manchester City FC Barcelone Ajax Amsterdam                           | 5                |
| 2019-2020 | Ángel Di María Robert Lewandowski                                           | Paris Saint-Germain Bayern Munich                                     | 6                |
| 2020-2021 | Juan Cuadrado                                                               | Juventus                                                              | 6                |
| 2021-2022 | Bruno Fernandes                                                             | Manchester United                                                     | 7                |
| 2022-2023 | Kevin De Bruyne                                                             | Manchester City                                                       | 7                |
| 2023-2024 | Vinícius Júnior Jude Bellingham Marcel Sabitzer                             | Real Madrid Borussia Dortmund                                         | 5                |
| 2024-2025 | Raphinha                                                                    | FC Barcelone                                                          | 9                |

### Palmarès par joueur
Les Brésiliens Kaká et Neymar ainsi que l'Argentin Lionel Messi comptent chacun deux titres de meilleur passeur de la Ligue des champions.
Le deuxième a d'ailleurs remporté les deux titres successivement.
| Rang | Joueur       | Titres | Saisons                |
| ---- | ------------ | ------ | ---------------------- |
| 1    | Kaká         | 2      | 2004-2005*, 2011-2012* |
| 1    | Lionel Messi | 2      | 2011-2012*, 2014-2015  |
| 1    | Neymar       | 2      | 2015-2016*, 2016-2017  |

* titre partagé par deux joueurs ou plus.

### Palmarès par club
Le FC Barcelone a eu dix fois dans son équipe le meilleur passeur de la Ligue des champions.
| Rang | Club                | Titres | Joueurs                                                                                                 |
| ---- | ------------------- | ------ | --- |
| 1    | FC Barcelone        | 10     | Samuel Eto'o*, Ronaldinho*, Xavi, Lionel Messi* (×2), Neymar* (×2), Luis Suárez*, Jordi Alba*, Raphinha |
| 2    | Real Madrid         | 7      | Raúl*, Luís Figo*, Mesut Özil, Kaká*, Karim Benzema*, Vinícius Júnior*, Jude Bellingham*                |
| 3    | Manchester United   | 5      | Juan Sebastián Verón*, Ruud van Nistelrooy*, Ryan Giggs, Wayne Rooney, Bruno Fernandes                  |
| 4    | Bayern Munich       | 4      | Hasan Salihamidžić*, Franck Ribéry*, Kingsley Coman*, Robert Lewandowski*                               |
| 5    | AC Milan            | 2      | Rui Costa*, Kaká*                                                                                       |
| 5    | Olympique lyonnais  | 2      | Sylvain Wiltord*, Sydney Govou*                                                                         |
| 5    | Ajax Amsterdam      | 2      | Steven Pienaar*, Dušan Tadić*                                                                           |
| 5    | Paris Saint-Germain | 2      | Zlatan Ibrahimović, Ángel Di María*                                                                     |
| 5    | Manchester City     | 2      | Leroy Sané*, Kevin De Bruyne                                                                            |

* titre partagé par deux joueurs ou plus.

### Palmarès par pays
Le Brésil a eu huit fois l'un de leurs représentants titré meilleur passeur de la Ligue des champions.
| Rang | Pays       | Titres | Joueurs |
| ---- | ---------- | ------ | --- |
| 1    | Brésil     | 8      | Kaká* (×2), Ronaldinho*, Alex, Neymar* (×2), Vinícius Júnior*, Raphinha                                         |
| 2    | France     | 7      | Jérôme Rothen*, Sylvain Wiltord*, Sidney Govou*, Johan Micoud*, Karim Benzema*, Franck Ribéry*, Kingsley Coman* |
| 3    | Argentine  | 6      | Juan Sebastián Verón*, Pablo Aimar*, Nicolás Gaitán*, Lionel Messi* (×2), Ángel Di María*                       |
| 4    | Portugal   | 4      | Rui Costa*, Deco*, Luís Figo*, Bruno Fernandes                                                                  |
| 5    | Espagne    | 3      | Raúl*, Xavi, Jordi Alba*                                                                                        |
| 5    | Allemagne  | 3      | Bernd Schneider*, Mesut Özil, Leroy Sané*                                                                       |
| 5    | Angleterre | 3      | Wayne Rooney, James Milner, Jude Bellingham*                                                                    |
| 8    | Pays-Bas   | 2      | Ruud van Nistelrooy*, Wesley Sneijder                                                                           |

* titre partagé par deux joueurs ou plus.

### Palmarès par championnat
LaLiga a eu dix-huit fois parmi son championnat le meilleur passeur de la Ligue des champions.
| Rang | Championnat    | Titres | Joueurs |
| ---- | -------------- | ------ | --- |
| 1    | LaLiga         | 18     | Pablo Aimar*, Raúl*, Luís Figo*, Samuel Eto'o*, Ronaldinho*, Xavi, Mesut Özil, Kaká*, Karim Benzema*, Lionel Messi* (x2), Neymar* (x2), Luis Suárez*, Jordi Alba*, Vinícius Júnior*, Jude Bellingham*, Raphinha |
| 2    | Premier League | 10     | Juan Sebastián Verón*, Ruud van Nistelrooy*, Damien Duff*, Ryan Giggs, Wayne Rooney, Alexis Sánchez, James Milner , Leroy Sané*, Bruno Fernandes, Kevin De Bruyne                                               |
| 3    | Bundesliga     | 7      | Hasan Salihamidžić*, Bernd Schneider*, Johan Micoud*, Franck Ribéry*, Kingsley Coman*, Robert Lewandowski*, Marcel Sabitzer*                                                                                    |
| 4    | Ligue 1        | 5      | Jérôme Rothen*, Sylvain Wiltord*, Sidney Govou*, Zlatan Ibrahimović, Ángel Di María* |
| 5    | Serie A        | 4      | Rui Costa*, Kaká*, Wesley Sneijder, Juan Cuadrado |
| 6    | Liga           | 3      | Deco*, Nicolás Gaitán* |
| 6    | Eredivisie     | 2      | Steven Pienaar*, Dušan Tadić* |

* titre partagé par deux joueurs ou plus.